# Recital
Ein Recital (englisch, [rɪˈsaɪ̯tl̩]; seltener eingedeutscht Rezital [ʀet͡siˈtaːl]) ist ein Konzert, bei dem ein einzelner Künstler im Mittelpunkt steht, wobei es zwei Möglichkeiten gibt:
- Das Konzert wird von einem einzelnen Solisten dargeboten, gegebenenfalls mit Klavierbegleitung.
- Bei dem Konzert werden nur Werke eines bestimmten Komponisten aufgeführt.

Das Wort ist abgeleitet aus dem englischen Verb recite („öffentlich vortragen“), das über französisch réciter auf lateinisch recitare zurückgeht.
Ein Klavierrecital wird von einem Pianisten dargeboten. Bei Recitals von Geigern, Flötisten oder Sängern wird der Solist meist am Klavier begleitet. Sofern das Konzert abends stattfindet, spricht man bei Pianisten auch von einem  Klavierabend beziehungsweise bei Sängern von einem Liederabend.